# Aston (månekrater)
Aston er et nedslagskrater på Månen, beliggende langs den nordvestlige rand af Månens forside og opkaldt efter den engelske kemiker og fysiker, nobelpristageren Francis W. Aston (1877-1945).
Navnet blev officielt tildelt af den Internationale Astronomiske Union (IAU) i 1970.  På grund af dets position ses krateret næsten fra kanten, og god synlighed afhænger af Månens libration.

## Omgivelser
Aston ligger øst for Röntgenkrateret, og i nogen afstand i retning ret vest ligger Ulugh Beigh-krateret på kanten af Oceanus Procellarum. Mod syd findes Voskresenskiykrateret. 

## Karakteristika
Astons rand er blevet slidt ned og afrundet af senere nedslag. Den er cirkulær og er ikke ændret af betydning ved nedslag i nærheden. Den indre kraterbund er relativ flad og uden særlige træk, ligesom der ikke er nogen central top af betydning.

## Satellitkratere
De kratere, som kaldes satellitter, er små kratere beliggende i eller nær hovedkrateret. Deres dannelse er sædvanligvis sket uafhængigt af dette, men de får samme navn som hovedkrateret med tilføjelse af et stort bogstav. På kort over Månen er det en konvention at identificere dem ved at placere dette bogstav på den side af satellitkraterets midte, som ligger nærmest hovedkrateret. Astonkrateret har følgende satellitkratere:
| Aston | Længde  | Bredde  | Diameter |
| ----- | ------- | ------- | -------- |
| K     | 35,1° N | 87,8° V | 14 km    |
| L     | 35,5° N | 86,5° V | 10 km    |

## Måneatlas
- Billeder af Astonkrateret i LPI-måneatlasset